# Eduard von Todesco

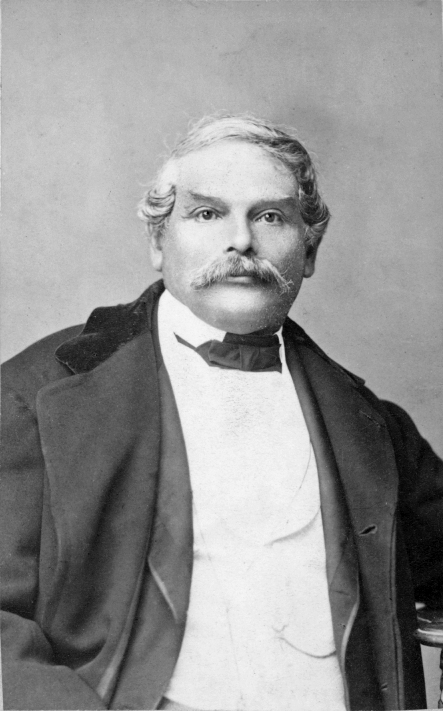
Eduard von Todesco

Eduard Freiherr von Todesco (* 1. April 1814 in Wien; † 17. Jänner 1887 ebenda) war ein österreichischer Unternehmer, Bankier und Philanthrop.

## Leben
Eduard von Todesco stammte aus einer jüdischen Familie, die ursprünglich den Namen Hirschl führte. Den Namen Todesco bzw. Todesko hatte sich Hermann Todesko (1791–1844) zugelegt. Da seine italienischen Geschäftspartner mit der Aussprache seines Namens Schwierigkeiten hatten, pflegten sie ihn als „Tedesco“, also „den Deutschen“ anzukündigen. Das war die Anregung für den neuen Familiennamen, der auch anzeigte, dass dem wohlhabenden Fabrikanten der soziale Aufstieg gelungen war. Seit 1848 leitete Eduard von Todesco mit seinem Bruder Moritz das Großhandelshaus Hermann Todesco’s Söhne sowie eine angeschlossene Privatbank. Außerdem waren sie seit 1858 Eigentümer der Textilfabrik Marienthal. 1861 wurde er von Kaiser Franz Joseph I. in den Ritterstand erhoben, 1869 mit dem Orden der Eisernen Krone II. Klasse ausgezeichnet und aufgrund der Ordensstatuten zum Freiherrn ernannt. Somit gehörte er der sogenannten Zweiten Gesellschaft an.
Eduard Freiherr von Todesco war verheiratet mit der in Brünn geborenen 
Sophie Gomperz (* 22. Juli 1825 in Brünn; † 9. Juli 1895 in Wien), einer Schwester des bekannten Altphilologen Theodor Gomperz. Sophie führte während ihrer Ehe einen der einflussreichsten Salons der damaligen Zeit in Wien.

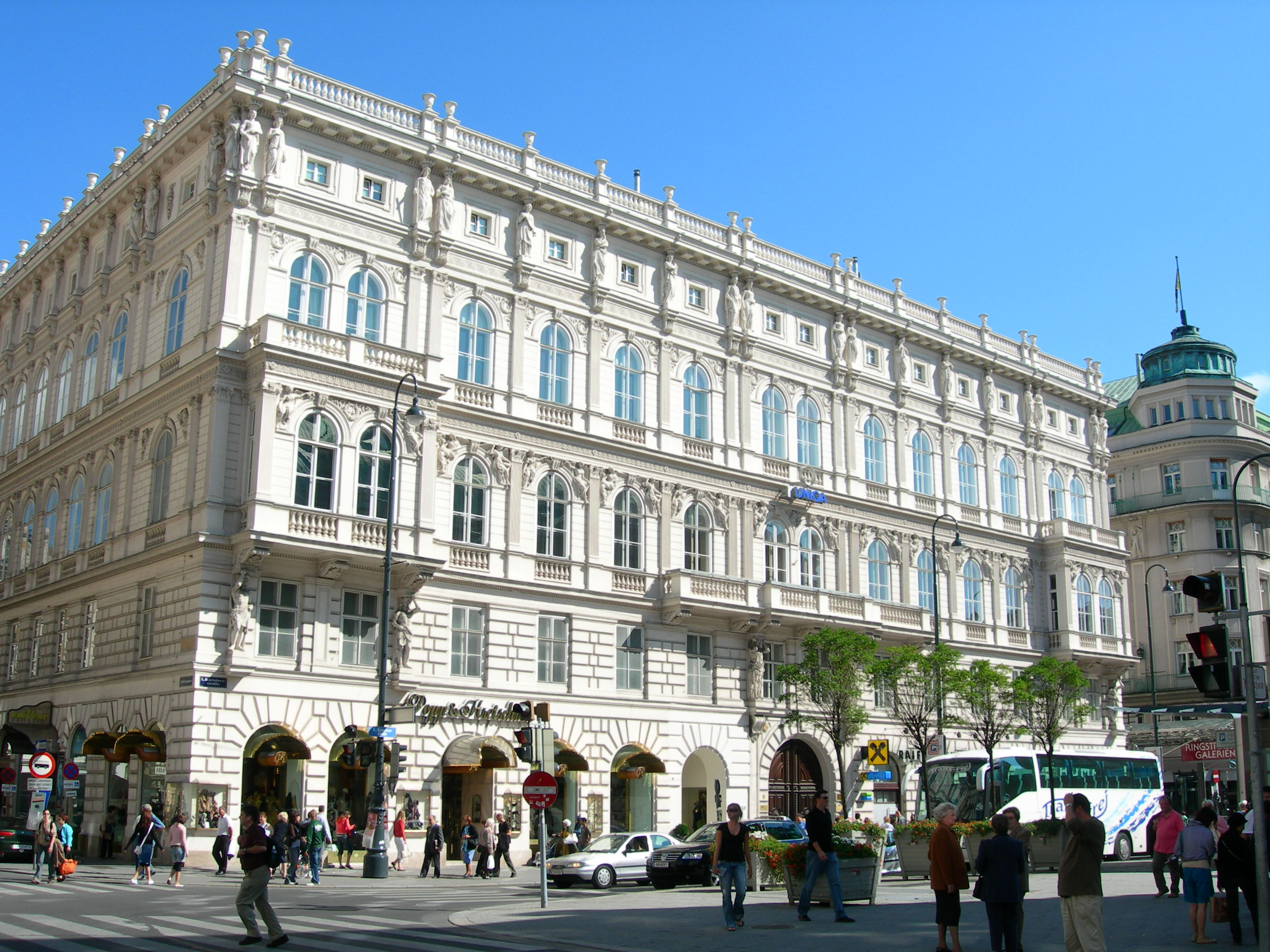
Palais Todesco an der Kärntner Straße

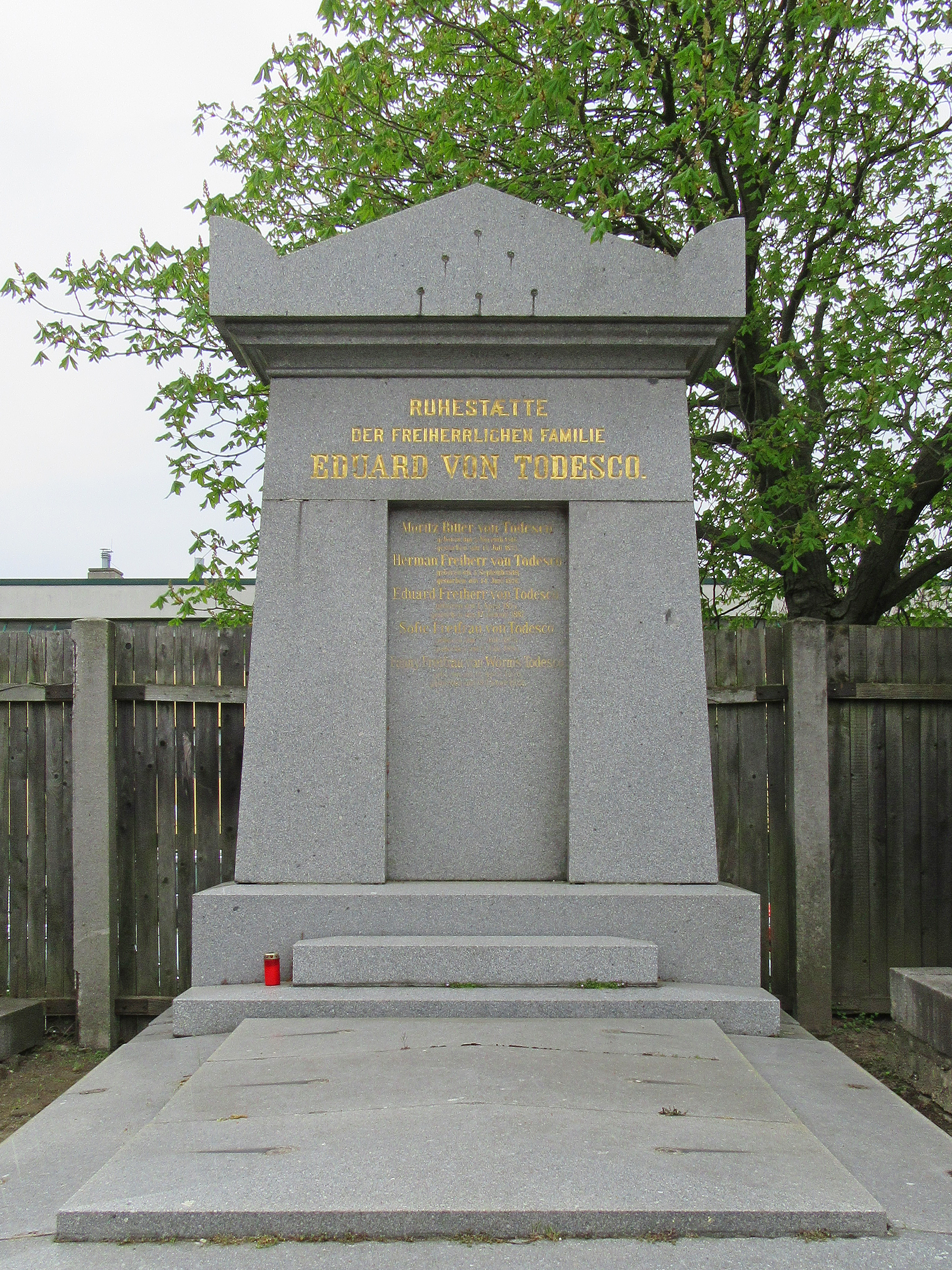
Grab der Familie Todesco auf dem Döblinger Friedhof in Wien

In der Kärntner Straße 51 ließ Eduard von 1861 bis 1884 einen langgestreckten Neo-Renaissance-Bau mit ca. 500 Zimmern errichten. Dieses Palais Todesco zählt zu den bedeutendsten Bauwerken der sogenannten Ringstraßenepoche. Zunächst wurde es vollständig von Familienmitgliedern bewohnt und später zu 2/3 von Gabriele von Oppenheimer gekauft.
Die Kinder dieses Ehepaares waren:
- Franziska (genannt Fanny) (* 14. April 1846 in Wien; † 18. Februar 1922 ebenda) wurde am 28. April 1866 die erste Ehefrau von Henry de Worms[4] (* 20. Oktober 1840 in  London; † 9. Januar 1903 ebenda). Henry wurde 1895 zum 1. Baron Pirbright of Pirbright ernannt und lebte fast ausschließlich in England. Aus dieser Ehe stammten drei Kinder.
  - Alice Henriette Antoinette von Worms (* 2. April 1865; † 1952), die 1886 Johann Heinrich Boyer Warner († 1891) und 1892 David MacLaren Morrison heiratete.
  - Dora Sophie Emily von Worms (* 9. Juni 1869)
  - Constanze Valerie Sophie von Worms (* 28. April 1875; † 1963), verheiratet mit Maximilian von Löwenstein-Scharfeneck (1871–1952). Deren Enkel war Rupert Ludwig Ferdinand zu Loewenstein-Wertheim-Freudenberg (1933–2014), deutsch-britischer Bankier und langjähriger Finanzmanager der Rolling Stones.[5]
- Anna Todesco (* 26. September 1847; † 31. Oktober 1900, s. Anna von Lieben) heiratete am 3. Dezember 1871 Leopold von Lieben (* 7. Mai 1835; † 10. März 1915)
- Hermann Todesco (1849–1876), Mitbegründer der Anglo-Deutschen Bank in Hamburg[6]
- Gabriele (genannt Yella) (1854–1943) heiratete Ludwig Freiherr von Oppenheimer (1843–1909) Großgrundbesitzer, Unternehmer und Politiker. Das gemeinsame Kind Felix Hermann Freiherr von Oppenheimer (1874–1938) lebte 1883 nach der Scheidung der Eltern gemeinsam mit seiner Mutter im Palais Todesco in Wien. Einer seiner engen Freunde war Hugo von Hofmannsthal.

Eduard von Todesco starb am 17. Jänner 1887 und wurde zwei Tage später unter großer Anteilnahme beigesetzt. Bei der Trauerfeier waren zahlreiche Prominente anwesend, darunter Ignaz von Plener, Alfred Ritter von Arneth, Nikolaus Dumba sowie Franz von Jauner. Oberrabbiner Moritz Güdemann widmete dem Verstorbenen einen Nachruf. Der Sarg wurde von einem vierspännigen Leichenwagen zum Döblinger Friedhof gebracht und dort in der Familiengruft beigesetzt.
Bei seinem Tod hinterließ Eduard von Todesco ein geschätztes Vermögen von 10 Millionen Fl., die zu einem großen Teil in Aktien der Nordbahn sowie der Escompte-Gesellschaft angelegt waren.

„Mit Baron Eduard Todesco ist einer der letzten Repräsentanten der großen Wiener Banquiers aus dem Leben geschieden, die typische Erscheinungen waren und durch ihre unebenbürtigen Nachfolger erst recht in ein glänzendes Licht gestellt werden. Die alten Wiener Banquiers, zu denen Baron Todesco gehörte, führten ein vornehmes Haus, in welchem nicht nur die Vertreter der Finanz-Aristokratie, sondern auch die des Geistes und der Geburt aus- und eingingen […]. Der Tod hat in kurzer Zeit gewaltige Lücken in die nicht dichtgesäte Schaar der alten Banquiers gerissen, der Nachwuchs ist spärlich, kaum wahrzunehmen. […] An Baron Eduard Todesco könnte sich so Mancher ein Muster nehmen.“